# Новая площадь (Москва)
Но́вая пло́щадь (с 1870 по 1890 год — Ста́рая пло́щадь) — площадь в Москве, расположенная в Тверском районе между Лубянской и Старой площадью. Создана в XVIII веке в качестве торговой площади.

## История

### Предыстория
В XV веке на месте современной площади ещё находился лес. В Никоновоской летописи первое упоминание церкви Иоанна Богослова под Вязом с кладбищем на этой территории относится к 1493 году. Точная дата постройки неизвестна, своё название церковь получила из-за вяза, который рос внутри здания перед её алтарём до XVIII века. В 1534—1538 годах возвели крепостную стену, и территория с церковью вошла в состав Китай-города. Современная площадь представляла собой узкую улицу, пролегающую с внутренней стороны вдоль стены, от Никольских до Троицких ворот.

### Формирование и развитие

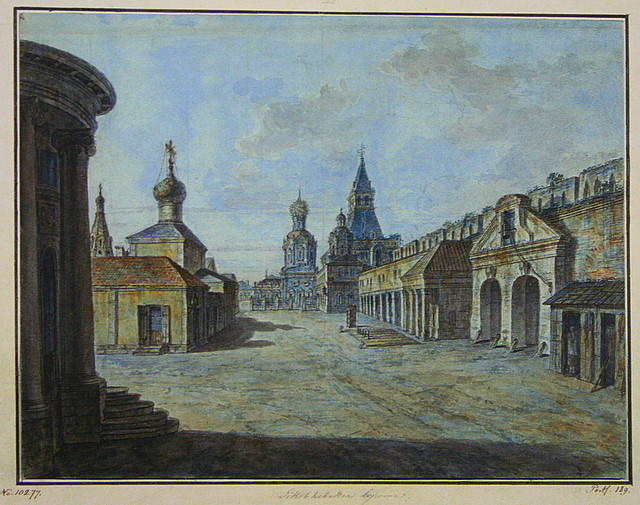
Новая площадь, 1800 год

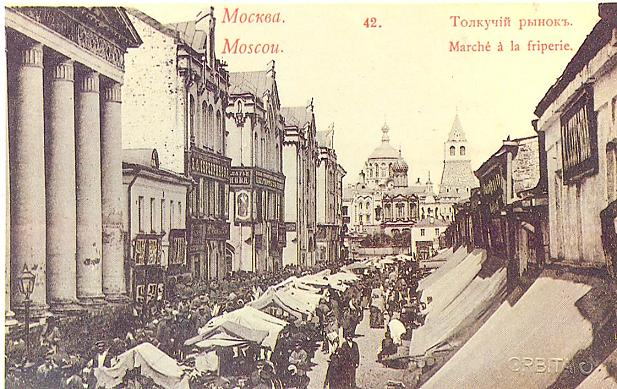
Толкучий рынок на Новой площади, XIX век

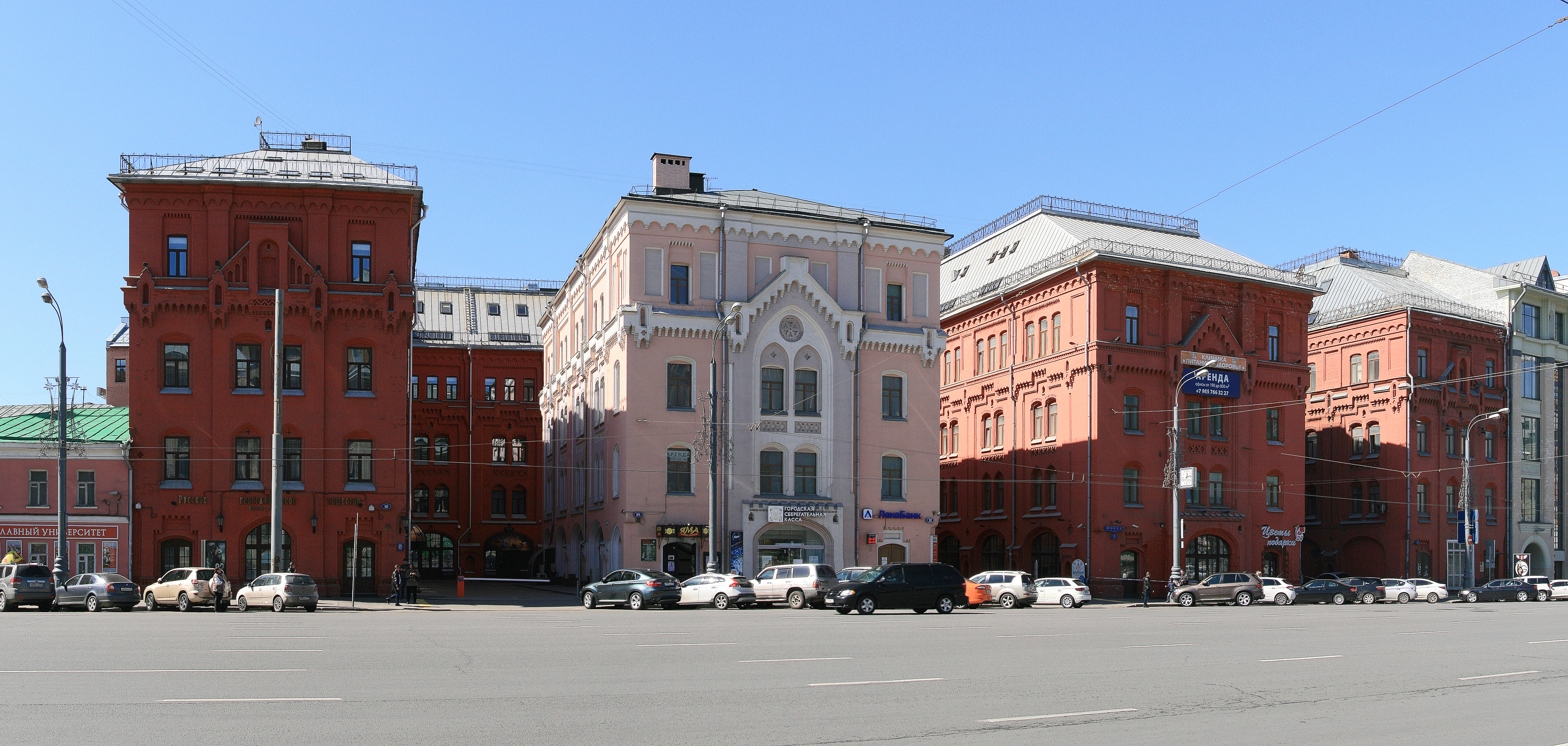
Дома московского купечества, 2014 год

В 1707—1708 годах, опасаясь вторжения шведов во время Северной войны, Пётр I приказал замуровать проезды через воротные башни, а места с внутренней стороны стены было решено благоустроить. В 1783 году на территории площади построили 204 деревянные лавки, а в 1786-м достроили 74 каменных. После пожара 1790 года в них разместили товары торговцев Ветошных рядов, находившихся ранее на берегах Неглинной. Так образовался Толкучий рынок, а торговая площадь была названа новой.
По мнению архивиста Алексея Малиновского, в начале XIX века туда переместились часть купцов с Красной площади. В пожаре 1812 года сгорели все деревянные лавки, на их месте построили каменные. Популярную торговую площадь расширили с 15 до 53 метров. На рынке, кроме старых вещей, обуви, утвари и еды, продавались различные книги, которые оттуда распространялись по всей стране. Также на площади работали сапожники. В 1825 году ветхую церковь Иоганна Богословского разобрали до основания и вновь перестроили под руководством архитекторов Семёна Обитаева и Леонтия Карлони. В 1870 годах Старую и Новую площади неофициально поменяли названиями, что в народе вызывало путаницу. В книге «Москва и москвичи» Владимир Гиляровский использует именно такие обозначения.
Толкучка запирала всю Старую площадь, между Ильинкой и Никольской, и часть Новой — между Ильинкой и Варваркой. По одну сторону — Китайгородская стена, по другую — ряд высоких домов, занятых торговыми помещениямиПисатель Владимир Гиляровский
.
В 1869 году на современной Никольской улице по заказу графа Алексея Орлова-Давыдова построили доходный дом с магазинами, который фасадом выходил на площадь. Сам граф часто находился в Санкт-Петербурге, поэтому помещения сдавались. В разное время арендаторами были издатель Пётр Сытин и промышленник Роман Кёлер. По заказу последнего в 1907 году французский архитектор-декоратор Эдуард Ниерман занимался украшением интерьера. В 1882-м по проекту архитектора Бориса Фрейденберга в Большом Черкасском переулке построили дома Московского купеческого общества, фасады которых также были обращены на Новую площадь. Торговый дом для этого же общества возвели в 1910-м. Архитектор Фёдор Шехтель использовал новый для того времени приём — каркас здания составляла железобетонная конструкция. Первоначально по линии четвёртого этажа располагались металлические рельефы, а на самом верху здания — металлические маски. В 1890 году площадям официально вернули изначальные названия. В 1899 году Толкучий рынок перенесли в Садовники, а освободившуюся территорию начали активно застраивать.
В 1905 году на углу площади по проекту архитектора Георгия Макаева завершилось строительство подворья Калязинского монастыря, где находилось издательство журнала «Душеполезный собеседник». Подворье представляет собой прямоугольное трёхэтажное здание с небольшим двориком внутри. Это одно из немногих строений, сохранившихся на площади без изменений. После революции в здании размещались аптека фармацевта Владимира Феррейна, редакции газет «Беднота» и «Комсомольская правда». А в Торговом доме Московского купеческого общества.
В 1934 году разобрали Китайгородскую стену, и Новую площадь соединили с Лубянской и Китайгородским проездом, часть которого вошла в состав площади. Из-за этого фасад Политехнического музея, вышел на нечётную сторону площади. А в храме Иоанна Богословского с 1934-го находился Музей Москвы. Через год на площади открыли наземный вестибюль станции метро «Дзержинская», он расположился в здании доходного дома графа Орлова- Давыдова.

### Современность

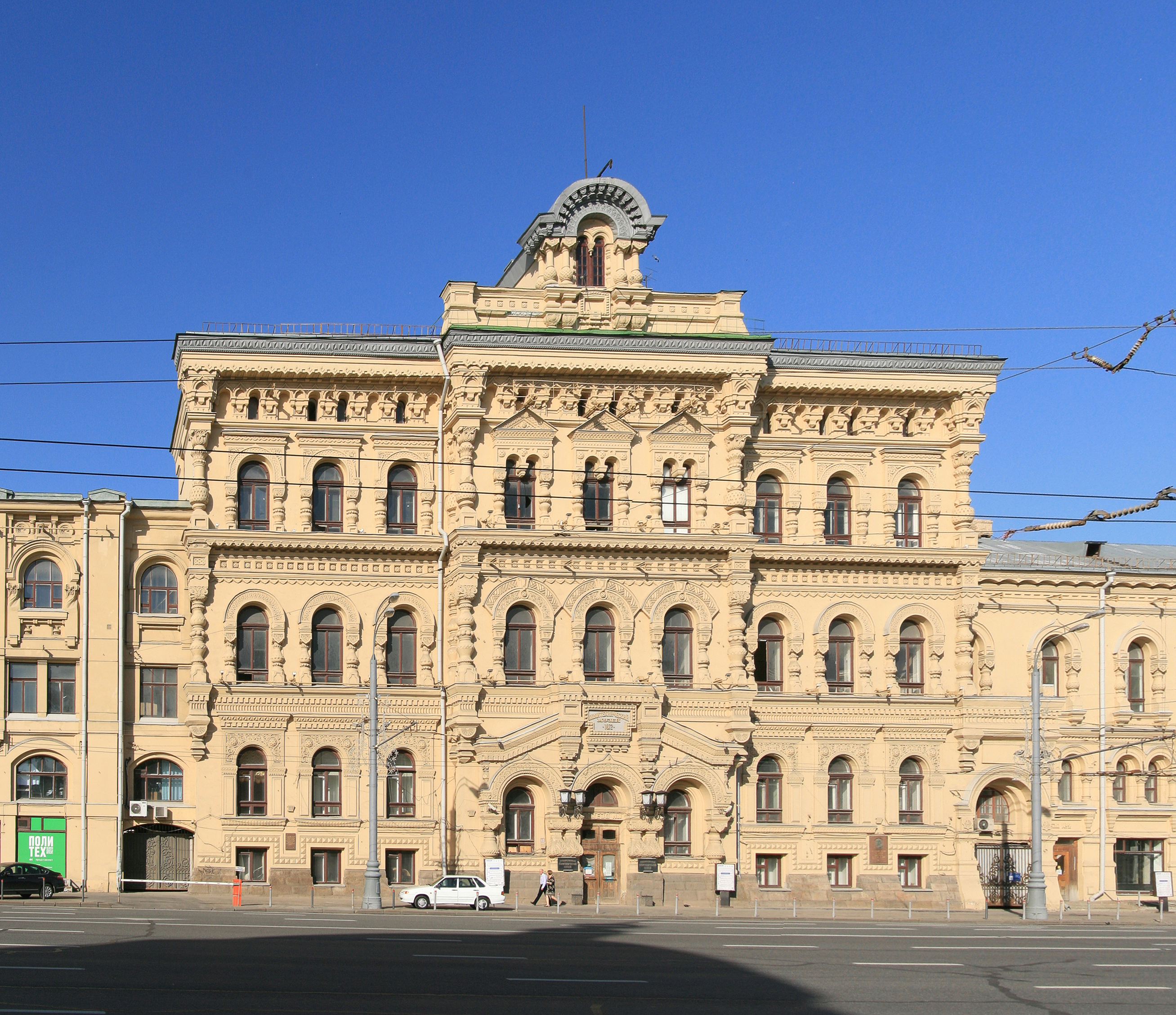
Здание Политехнического музея, 2014 год

На 2019 год Новая площадь представляет собой широкий автомобильный проезд с выделенными пешеходными зонами. Храм Иоанна Богослова был передан патриархату 1992 году, но музей освободил храм только в 2011-м, когда патриарх Кирилл передал храм университету.
В 2013 году в одном из бывших домов Московского купеческого общества состоялось открытие штаб-квартиры Русского географического общества в Москве. В этом же году Политехнический музей закрыли на реконструкцию, открытие запланировано на 2020 год, зданию вернут изначальный вид.
В 2017 году отреставрировали церковь Иоанна Богослова под Вязом. Проект в том же году был номинирован на конкурсе «Московская реставрация — 2017». В 2017-м в рамках программы благоустройства «Моя улица» на площади обустроили пешеходные зоны.

## Архитектурный ансамбль
Нечётная сторона
- № 3/4 — Политехнический музей, здание построено в 1872 году[25].

Чётная сторона
- № 2 — Наземный вестибюль станции метро «Лубянка».
- № 12 — Бывший доходный дом Орлова — Давыдова[11].
- № 4 — Подворье Калязинского монастыря[11].
- № 2 — Торговый дом Московского купеческого общества[11].
- № 8—10 — Здания Московского купеческого общества, с 2013 года одно из зданий занимает Русское географическое общество[21].
- № 12 — Храм Апостола Иоанна Богослова под Вязом, с 2011-го — домовый храм Российского православного университета[20].

## Транспорт
- Станции метро «Китай город», «Лубянка».
- Автобусы 38, 101, 122, 158, 144, 904, м2, м3, м5, м8, м9, м10, м27, т25, н1, н2, н3, н6, н9, н11, н12.